# Massimo Bessone
Massimo Bessone (* 11. Oktober 1969 in Soave) ist ein italienischer Politiker.

## Biographie
Bessone lebt seit 1970 in Südtirol und ist beruflich diplomierter Gewerbetechniker im Bereich Elektronik und Telekommunikation. 2010 wurde er für die Lega Nord erstmals in den Gemeinderat der Stadt Brixen gewählt, in dem er von 2015 bis 2018 als Vizepräsident fungierte. Von 2017 bis 2019 war er Vorsitzender des Südtiroler Ablegers seiner Partei. Bei den Landtagswahlen 2018 konnte Bessone mit 4.398 Vorzugsstimmen ein Mandat für den Südtiroler Landtag und damit gleichzeitig den Regionalrat Trentino-Südtirol erringen. Nachdem er vorübergehend als Landtagsvizepräsident gedient hatte, wurde er am 25. Jänner 2019 in die Südtiroler Landesregierung gewählt. Dort übernahm Bessone im Kabinett Kompatscher II die Ressorts Hochbau und technischer Dienst, Vermögen, Grundbuch und Kataster. Bei den Landtagswahlen 2023 verpasste er mit 1391 Vorzugsstimmen die Wiederwahl. Im Zuge der Kommunalwahlen 2025 gelang ihm als Vertreter der Liste SiAmo Vipiteno der Einzug in den Stadtrat von Sterzing.